# Helikoid

Kružni helikoid je minimalna površ koja ima (kružni) heliks kao granicu. On je jedina pravolinijska minimalna površ, ne računajući ravan. Dugo je helikoid bio jedini poznati primer potpuno ugrađene minimalne površi konačne topologije sa beskonačnom krivinom. Međutim, 1992. godine drugi primer, poznat kao Hofmanova minimalna površ, je pronađen. Helikoid je jedina ne-rotaciona površ koja moze kliziti sama po sebi. 

## Matematički opis
Jednačina helikoida u cilindričnim koordinatama je:
{\displaystyle z=c\theta }
U Dekartovim koordinatama to je:
{\displaystyle {\frac {y}{x}}=tan({\frac {z}{c}})}
Može biti data i u parametarskom obliku:
{\displaystyle x=u\cos(v)}
{\displaystyle y=u\sin(v)}
{\displaystyle z=cv} ,
koji ima očigledno uopštenje eleptičkog helikoida. Pišući {\displaystyle z=-cu} umesto {\displaystyle z=cv} dobija se konus umesto helikoida.
Koeficijenti prve osnovne forme helikoida su dati sa :
{\displaystyle E=1}
{\displaystyle F=0}
{\displaystyle G=c^{2}+u^{2}} ,
a koeficijenti druge osnovne forme su :
{\displaystyle e=0}
{\displaystyle f=-{\frac {c}{\sqrt {c^{2}+u^{2}}}}}
{\displaystyle g=0}
dajući površinski element:
{\displaystyle dS={\sqrt {c^{2}+u^{2}}}du\wedge dv}
Integracijom po {\displaystyle v\in [0,\theta ]} i {\displaystyle u\in [0,r]} se dobija :
{\displaystyle s=\int _{0}^{\theta }\int _{0}^{r}{\sqrt {c^{2}+u^{2}}}dudv}
{\displaystyle ={\frac {1}{2}}\theta {\bigg [}r{\sqrt {c^{2}+r^{2}}}+c^{2}\log {\frac {r+{\sqrt {c^{2}+r^{2}}}}{c}}{\bigg ]}}
Gausova krivina je data sa :
{\displaystyle K=-{\frac {c^{2}}{(c^{2}+u^{2})^{2}}}}
a srednja krivina je :
{\displaystyle H=0}
čineći helikoid minimalnom površinom. Gausova krivina se može implicitno dati :
{\displaystyle K(x,y,z)=-{\frac {c^{2}}{[c^{2}+x^{2}\sec({\frac {z}{c}})^{2}]^{2}}}}
{\displaystyle =-{\frac {4c^{2}\sin({\frac {z}{c}})^{4}}{[c^{2}+2y^{2}-c^{2}\cos({\frac {2z}{c}})]^{2}}}}

## Helikoid i katenoid
Helikoid i katenoid su lokalno izometrijske površine . Helikoid se može konstantno pretvarati u katenoid.
{\displaystyle x(u,v)=\cos \alpha \sinh v\sin u+\sin \alpha \cosh v\cos u}
{\displaystyle y(u,v)=-\cos \alpha \sinh v\cos u+\sin \alpha \cosh v\sin u}
{\displaystyle z(u,v)=u\cos \alpha +v\sin \alpha }
gde je {\displaystyle \alpha =0} odgovara helikoidu a {\displaystyle \alpha =\pi /2} katenoidu .

## Spoljašnje veze
- Helikoid na wolfram.com (језик: енглески)
- Slika helikoida
- Hazewinkel Michiel, ур. (2001). „Helicoid”. Encyclopaedia of Mathematics. Springer.  978-1556080104.